# A harc mestere 2. – Az árulás
A harc mestere 2. – Az árulás eredeti cím: The Art of War II: Betrayal) 2008-as akciófilm Josef Rusnak rendezésében. A főszerepben Wesley Snipes, Lochlyn Munro és Athena Karkanis látható. A film a 2000-ben bemutatott A harc mestere című film folytatása. A filmet 2008. augusztus 12-én adták ki DVD-n az Egyesült Államokban.

## Cselekmény
Amikor Neil Shaw ügynök előbújik rejtekhelyéről, hogy igazolja egykori mentora meggyilkolását, árulás és halálos korrupció nyomába ered. Barátja és egy szenátorjelölt megbízásából az ő feladata, hogy rendet tegyen a dologban. Ám amikor egyre több ember holtan kerül elő, Shaw rájön, hogy csaliként állították be.

## Szereplők
- Wesley Snipes – Neil Shaw ügynök
- Lochlyn Munro – Garret
- Athena Karkanis – Melina Cruz/Susan Marsden
- Winston Rekert – Tim tiszteletes
- Ryan McDonald – Alex
- Rachel Hayward – Carlson szenátor
- Scott Heindl – Graham
- Michael Ryan – Phillips szenátor
- Olivia Cheng – Geena
- Paul Bae – Stan
- Clifford W. Stewart – anya/Daniel Maurice Clements
- Anna Mae Routledge – Tammy
- Eric Brecker – Becker
- Kenneth Yanko – tábornok
- Dean Redman – a csapatvezető
- Michael Phenicie – Sallas

## Megjelenés
A DVD 2008. augusztus 12-én jelent meg az Egyesült Államokban az egyes régióban (Region 1), a Sony Pictures Home Entertainment forgalmazásában. A filmből 206 604 darab DVD-t adtak el, bruttó 4 013 907 dollár értékben.